# Васил Димитров (революционер)
Васил Димитров Попов е български революционер, деец на Вътрешната македоно-одринска революционна организация.

## Биография
Васил Димитров е роден в 1882 година в Солун, тогава в Османската империя, днес в Гърция. В 1903 година се присъединява към ВМОРО и става част от групата на Христо Попов, а по-късно на Аргир Минков. Действа като куриер. В края на годината става нелегален и се присъединява към четата на Васил Чакаларов. Деец е на Организацията до избухването на Балканската война в 1912 година. По време на войната е куриер на българската войска, разположена в района на Солун. През декември 1912 годна е арестуван от гръцките военни власти, тъй като е с оръжие в Солун и осъден на 20 години. Въпреки постъпките на българското комендантство, през април 1913 година е изпратен в затвора Паламуда в Навплио, където лежи до юни 1914 година. След освобождението му, властите продължават да го преследват и Димитров емигрира в България и се установява в Софлу.
Взима участие в Първата световна война, като служи в 3-та рота, 40 -ти пехотен полк.
На 12 март 1943 година като жител на Пловдив, подава молба за българска народна пенсия, която е одобрена и пенсията е отпусната от Министерския съвет на Царство България.